# Isopeda neocaledonica
Isopeda neocaledonica là một loài nhện trong họ Sparassidae.
Loài này thuộc chi Isopeda. Isopeda neocaledonica được Lucien Berland miêu tả năm 1924.